# Plachowa
Plachowa (ukr. Пляхова) – wieś na Ukrainie, w obwodzie winnickim, w rejonie chmielnickim, w hromadzie Hłuchiwci. W 2001 liczyła 654 mieszkańców, spośród których 651 wskazało jako ojczysty język ukraiński, a 3 rosyjski.